# Paranoid (singel Jonas Brothers)
Paranoid (Paranoidealny) – pierwszy singel z czwartego albumu Jonas Brothers Lines, Vines and Trying Times z 2009 roku. Premiera piosenki miała miejsce 23 maja na YouTube.

## Spis utworów[1]
CD
1. Paranoid
2. Pushin’ Me Away (from The 3D Concert Experience)

7"
1. Side. Paranoid
2. Side. Love Bug

Soul Seekerz Remixy
1. Soul Seekerz Radio Edit
2. Soul Seekerz Club Mix
3. Soul Seekerz Dub Mix

Remixy
1. Album Version
2. Stonebridge Remix Radio Edit
3. Stonebridge Club Remix
4. Stonebridge Dub Mix
5. Soul Seekerz Remix Radio Edit
6. Soul Seekerz Club Remix
7. Soul Seekerz Dub Mix

## Pozycje na listach przebojów
| Lista                               | Pozycja |
| ----------------------------------- | ------- |
| Canadian Hot 100                    | 47      |
| Irish Singles Chart                 | 27      |
| Swedish Singles Chart               | 53      |
| UK Singles Chart                    | 56      |
| U.S. Billboard Hot 100              | 37      |
| U.S. Billboard Pop 100              | 40      |
| U.S. Billboard Hot Dance Club Songs | 14      |